# Live Cannibalism
Live Cannibalism — музичний альбом гурту Cannibal Corpse. Виданий 19 вересня 2000 року лейблом Metal Blade Records. Загальна тривалість композицій становить 65:53. Альбом відносять до напрямку дез-метал.

### Список пісень
1. «Staring Through the Eyes of the Dead»
2. «Blowtorch Slaughter»
3. «Stripped, Raped and Strangled»
4. «I Cum Blood»
5. «Covered with Sores»
6. «Fucked with a Knife»
7. «Unleashing the Bloodthirsty»
8. «Dead Human Collection»
9. «Gallery of Suicide»
10. «Meat Hook Sodomy»
11. «Perverse Suffering»
12. «The Spine Splitter»
13. «Gutted»
14. «I Will Kill You»
15. «Devoured by Vermin»
16. «Disposal of the Body»
17. «A Skull Full of Maggots»
18. «Hammer Smashed Face»